# Гаврильцево (Камешковский район)
Гаврильцево — деревня в Камешковском районе Владимирской области России, входит в состав Пенкинского муниципального образования.

## География
Деревня расположена в 3 км на запад от центра поселения деревни Пенкино и в 25 км на юго-запад от райцентра Камешково близ федеральной автодороги «Волга».

## История
В конце XIX — начале XX века деревня входила в состав Пенкинской волости Владимирского уезда. В 1859 году в деревне числилось 9 дворов, в 1905 году вместе с усадьбой Г.А. Пышкина — 22 двора.
С 1929 года деревня входила в состав Гатихинского сельсовета Владимирского района, с 1940 года в составе Камешковского района, позднее — в составе Пенкинского сельсовета.

## Население
| 1859 | 1905 | 1926 |
| ---- | ---- | ---- |
| 102  | 100  | 110  |

| 1859 | 1905 | 1926 | 2002 | 2010 | 2021 |
| ---- | ---- | ---- | ---- | ---- | ---- |
| 102  | ↘100 | ↗110 | ↘16  | ↘10  | ↗14  |

## Инфраструктура
В деревне находится Гаврильцевская средняя общеобразовательная школа (основана в 1914 году), в которой обучаются все дети Пенкинского муниципального образования.